# Аполинаризам
Аполинаризам је христолошко учење које носи име по свом оснивачу Аполинарију, лаодикијском епископу (умро око 390. г.). Аполинарије је негирао присуство људске душе у Христу. Пријатељ Светог Атанасија и бранилац никејског учења, Аполинарије тврди да је Христ радикално различит од нас и да је само „сличан“ људима. 
По овом учењу, пошто људско тело не може постојати само од себе, потребно му је оживљујуће начело. У човеку ту улогу игра душа, али у Христу душа је замењена божанским Логосом. Логос је животно начело и физичкога и психичкога. Христово тело живо је божанским Логосом, а не људском разумном душом. Тако Христ није имао људски разум ну душу или ум и вољу, већ Божју вољу и разум. Јер Господ Исус није сишао на земљу да чини своју вољу већ вољу Оца који га је послао.  
Црква није прихватила овакво учење јер је сматрала да су његове импликације радикалне: не само да би Христ у оваквом случају имао ненормално човештво, него не би био ни стварни човек. Међутим, Оваплоћењем Христ је примио људску природу у њеној целини, укључујући и разумну душу и вољу. Својства људске природе нису била разрушена, него искупљена и потврђена управо зато што су била сједињена са Логосом. Аполинаристичка христологија, закључком да Христ није имао пуну људску природу, поново се враћала аријанству.